# عضلة مدورة صغيرة
العضلة المدورة الصغيرة (باللاتينية: Musculus teres minor) في علم تشريح الإنسان، هي أحد عضلات الطرف العلوي.